# Standleya erecta
Standleya erecta är en måreväxtart som beskrevs av Alexander Curt Brade. Standleya erecta ingår i släktet Standleya och familjen måreväxter. Inga underarter finns listade i Catalogue of Life.